# Parafia św. Barbary w Tomicach
Parafia Świętej Barbary – rzymskokatolicka parafia znajdująca się we wsi Tomice, w gminie Stęszew, w powiecie poznańskim. Należy do dekanatu stęszewskiego.